# Левковский, Алексей Иванович
Левковский, Алексей Иванович (21 июня 1924 — 6 апреля 1985) — советский экономист-востоковед, доктор экономических наук (с 1964), профессор, старший научный сотрудник, руководитель сектора в Институте народов Азии АН СССР (теперь Институт востоковедения РАН), заслуженный деятель науки РСФСР.

## Биография
Левковский, Алексей Иванович родился 21 июня 1924 года в Москве. Его отец, Левковский, Иван Григорьевич, 1895 года рождения — украинец, потомок известного шляхетского рода Левковских, уроженец села Левковичи Словечанского района (теперь Овручский район Житомирской области). Мать — русская, по профессии учительница. Отец служил в НКВД и 7 января 1942 года был арестован, а 6 июня 1942 года приговорён к десяти годам заключения в ИТЛ, реабилитирован 2 февраля 1992 года Самарской облпрокуратурой... За что и куда был выслан отец, Алексею было неизвестно, не знал он и его дальнейшей судьбы. В 1945 году он похоронил мать и познал нужду.
В 1943—1948 годах Алексей Иванович учился на экономическом факультете Московского государственного университета, а одновременно заочно на Историческом факультете МГУ. Учился самозабвенно: включился в деятельность научного общества, делал интересные доклады и стал членом Центрального совета студенческого научного общества МГУ. Ректорат, оценив его успехи, сделал его сталинским стипендиатом (такая форма поощрения лучших студентов в то время практиковалась в высшей школе). В 1948 году Алексей с отличием окончил университет и успешно поступил в аспирантуру по кафедре политэкономии. Так началась карьера известного учёного. Принимал участие во многих исследованиях, выступал с интересными докладами, был членом редколлегии журнала «Вопросы истории». В 1952 году защитил кандидатскую диссертацию «Индия под гнетом британского империализма». С 1958 года и до последних дней жизни А. И. Левковский трудился в Институте востоковедения АН СССР — с 1957 года в качестве старшего научного сотрудника, а с 1962 года — зав. сектором экономики отдела Индии. В 1964—1967 гг. он был заместителем заведующего отделом и обозревателем журнала «Проблемы мира и социализма», на страницах которого выступал со статьями проблемно-теоретического характера.
Умер 6 апреля 1985 года.

## Концепция «специфической многоукладности»
Научное творчество А. И. Левковского посвящено исследованию ряда фундаментальных проблем востоковедения — формационной динамике общества на Востоке, теории и практике социально-политической эволюции стран афро-азиатского региона. Тематика его первых монографий — история и экономика Индии. Эти труды («Английский финансовый капитал в Индии и английские монополии»-1954 г. и «Развитие капитализма в Индии до 1947 г.»- 1956 г.), в которых проявилась научная зрелость автора, во многом способствовали объективной оценке места и роли национальной буржуазии в общественно-политической жизни крупнейшей развивающейся страны. Существенным вкладом в науку является принадлежащая перу А. И. Левковского монография «Особенности развития капитализма в Индии» (1963 г.), защищенная в том же году как докторская диссертация. В ней к анализу социально-экономического базиса освободившихся государств применены важнейшие положения теории многоукладности, показана специфика классовой структуры развивающихся стран и их политической надстройки.
В начале 70-х годов А. И. Левковский выдвинул концепцию «специфической многоукладности» развивающихся стран. Автор данной концепции и его последователи отказались от упрощённого взгляда, на сложность и пестроту социальных структур в странах Востока, как на простое выражение их переходного периода. Они стали рассматривать сложившуюся структуру восточных обществ как явление, обладающее определённой самостоятельностью. Авторы этой концепции обратили внимание на наличие особых, присущих только Востоку черт и явлений, неповторимых закономерностей и самобытных структур. Многоукладность была главным отличием восточного общества от европейского. Левковский А. И. считал, что многоукладность для европейских обществ — нечто второстепенное и преходящее, а для азиатских обществ это — принципиальная, устойчивая, сущностная характеристика. Впоследствии это дало возможность востоковедам по-новому поставить вопрос об особенностях развития социальных процессов на Востоке. Сложившиеся структуры в азиатских и африканских странах стали рассматриваться как внутреннее свойство развития восточных цивилизаций. Позже была выдвинута идея о том, что настало время поставить вопрос о стойкой многоукладности, сопровождающей весь процесс исторического развития Востока с момента его выхода из первобытнообщинного состояния.

## Монографии и статьи Левковского Алексея Ивановича
- Национально-освободительная борьба народов Малайи за свою свободу и независимость. Знание, 1952
- Некоторые особенности развития капитализма в Индии до 1947 г. Гос. изд-во полит. лит-ры, 1956
- Экономика современной Индии. Изд-во восточной лит-ры, 1960
- Особенности развития капитализма в Индии. Изд-во восточной лит-ры, 1963
- Третий мир в современном мире. "Наука, ", 1970
- Экономическая политика и государственный капитализм в странах Востока: Сборник статей. "Наука, ", 1972
- Иностранный капитал и иностранное предпринимательство в странах Азии и северной Африки: сборник. 1977
- Социальная структура развивающихся стран: Проблемы многоукладного, переходного общества. Мысль, 1978
- Мелкая буржуазия--облик и судьбы класса. Наука, 1978
- Процессы деклассирования в странах Востока. Изд-во «Наука», 1981
- Государственный капитализм и социальная эволюция стран зарубежного Востока. Глав. ред. восточной лит-ры, 1980
- Нефабричный пролетариат и социальная эволюция стран зарубежного Востока. Изд-во "Наука, " Глав. ред. восточной лит-ры, 1985
- Буржуазия и социальная эволюция стран зарубежного Востока. Изд-во "Наука, " Глав. ред. восточной лит-ры, 1985

## Предки учёного в Дворянских книгах
В Делах Волынского Дворянского Депутатского Собрания находится родословная дворян Левковских — предков Левковского Алексея Ивановича. Согласно этим книгам, его отец Левковский Иван Григорьевич, 1895 г. р. имел братьев, один из которых, Роман, 1888 года рождения с женой Евфросиньей Прокоповной Литвин из деревни Кучкова Володар-Волынского района, оставили потомство: Иван 1912 г. р. Елена 1911, Анна 1922, Ева 1926. Дед учёного Григорий 1853—1934 (официально мещанин с дворянскими корнями) с женой Марией Дмитриевной Невмержицкой 1857 г. р. был сыном Кондрата 1822—1873 с женой Евфимией Ивановной 1843. Кондрат был сыном Ивана 1790—1855 с женой Анной, которые согласно Указу Правительствующего Сената от 11 октября 1832 года были дворянами второго разряда. Отец Ивана, Роман 1760 с женой Феодосией Михайловной Невмержицкой 1764, были потомственными шляхтичами, как и все остальные их предки: отец Иван, дед Николай, прадед Дмитрий, получивший дарственные владения от своего отца Ивана с женой Анной Севастьяновной Невмержицкой. Славные предки Ивана: отец Яцек-Василий, дед Гридко Нелипович Левкович, который в числе «братии» Левковских получил в Кракове Грамоту от Генриха III Валуа 18 марта 1574 года. Отец Гридка — Нелипа Левкович (Львович) был внуком овручского земянина Булгака Велавского, получившего грамоту от короля Казимира Ягеллона 7 марта 1486 года на Смольчанскую землю. Ну а Булгак был сыном пана Давыда Велавского из Велавска и внуком Лариона Велавского — родоначальника Левковских, Геевских-Ловдыковских, Булгаковских-Верповских, Покалёвских, Доротичей (Павловичей).